# Werbeblocker
Als Werbeblocker, auch Werbefilter und englisch ad blocker, wird ein Computerprogramm bezeichnet, das dafür sorgt, dass auf Webseiten enthaltene Werbung dem Benutzer nicht angezeigt wird. Dies gilt für verschiedene Arten von Werbung, beispielsweise als Bild, Video, Texteinfügung oder Pop-up.

## Geschichte
Werbeblocker kamen in den 1990er Jahren für das Fernsehen auf, indem über einen parallelen Übertragungsweg (z. B. RDS, später durch das WWW) simultan Werbeunterbrechungen signalisiert wurden. Die Anwendung Fernsehfee konnte im Jahr 1999 als erste Werbung in Echtzeit aus Videoaufnahmen entfernen. Bekanntheit erlangte sie vor allem durch die einstweilige Verfügung, welche der Verband der Privaten TV- und Radiosender anstrebte. Die Hersteller wehrten sich dagegen und nach einem Prozessmarathon verlor RTL im Sommer 2004 vor dem Bundesgerichtshof. Im April 2013 brachte die TC Unterhaltungselektronik AG erneut einen live-TV-Adblocker auf den Markt, diesmal auf Android-Basis in Form eines Sat-Receivers. Mit dem Programm Webwasher gab es ab Dezember 1998 den ersten kommerziellen, aber für den privaten Gebrauch kostenlosen Werbeblocker für das Betriebssystem Windows. Dieser beseitigte Werbung aus Webinhalten.

## Funktionsweise

### Filterung von Drittanbieter-Domains
Wenn eine Website aufgerufen wird, geht die Anfrage an die sogenannte Erstanbieter-Domain. Diese ruft dann oftmals weitere Server bzw. Webseiten auf, die zusätzliche Ressourcen bereitstellen, so zum Beispiel Programmbibliotheken oder eingebettete Videos von anderen Webseiten. Über diesen Weg wird auch Werbung bereitgestellt. Die Adblocker-Programme erkennen anhand der Internetadresse (URL), dass es sich um eine Website handelt, die Werbung ausliefert. Dazu werden Mechanismen wie schwarze Listen und reguläre Ausdrücke verwendet. Die meisten Anwendungen enthalten zusätzlich eine weiße Liste, in die Webseiten eingetragen werden können, die nicht geblockt werden sollen. Das Programm Adblock Plus enthält seit 2011 eine von den Entwicklern moderierte weiße Liste, in der als unaufdringlich bewertete Werbeeinblendungen zugelassen werden.
Bilder, Skripte und andere eingebettete Objekte werden blockiert, wenn ihre URL einen in der benutzten Filterliste enthaltenen Ausdruck, etwa /adserv/, /ads/ enthält. Dabei steht das „ad“ für englisch advertisement = Werbeanzeige. Durch das Entgegenwirken der Werbetreibenden müssen die Filterlisten ständig angepasst werden, hierzu kommen auch heuristische Verfahren zum Einsatz.

#### Filterung durch spezielle DNS-Server
Eine Filterung auf Basis der URL kann auch erreicht werden, indem Anfragen von Werbeanbietern über das Domain-Name-System (DNS) nicht aufgelöst werden. Das Domain-Name-System stellt gewissermaßen eine Bibliothek bereit, die von Menschen lesbare URLs in IP-Adressen übersetzt. Es wird normalerweise bei jedem Kontaktaufbau mit einer Internetseite benötigt.

### Filterung von Werbeelementen
Da Werbung im Internet heute oft technisch aufwändig ist (Flash-Animationen, Layer Ads) und daher ohne unterstützende Programmiersprachen nicht angezeigt werden kann, hilft gerade gegen Bewegtwerbung das Ausschalten von JavaScript mittels eines Scriptblockers wie NoScript oder uMatrix, oder das selektive Einschalten von Flash-Animationen. Das grundsätzliche Blockieren von Flash und JavaScript stoppt auch viele eingebettete Videoplayer. Das Einschränken von JavaScript ist zwar effektiv gegen die Auslieferung von Werbung, macht viele moderne Webseiten jedoch unbenutzbar. Diese Methode erfordert also viel manuelle Nachsteuerung durch den Nutzer. Die meisten Browser können JavaScript und andere Skriptsprachen auch nativ abstellen. HTML5 wird von Entwicklern als Alternative in der Werbebranche vorgeschlagen.

## Anwendungen und Beispiele

### hosts-Datei
Die hosts-Datei ist die erste Stelle, an der die gängigen Betriebssysteme eine DNS-Auflösung versuchen. So ist es möglich, damit unerwünschte Domänen zu blockieren, indem diese durch einen Eintrag in diese Datei auf die lokale IPv4-Adresse 127.0.0.1 bzw. auf die lokale IPv6-Adresse ::1 umgeleitet werden. Dieses Vorgehen ist heutzutage jedoch für den Benutzer auf proprietären Betriebssystemen nicht mehr sinnvoll anwendbar. In Windows beispielsweise steht diese Datei unter der Kontrolle der systemeigenen Firewall, wodurch ihre Änderung erschwert wird. Außerdem behält sich Microsoft vor, bestimmte Domänen seines eigenen Unternehmens nicht blockierbar zu machen, mit der Begründung, dass dadurch Malware erfolgreich daran gehindert werde, schädigend in das System einzugreifen, da die Erreichbarkeit dieser Domains für den Erhalt regelmäßiger Updates unbedingt notwendig sei und dadurch die Systemsicherheit aufrechterhalten bleibe.

### DNS-Proxies
Als lokal betriebener Server kann ein DNS-Proxy die lokalen DNS-Anfragen der Netzwerk-Schnittstellen des Betriebssystems zunächst filtern, und nur die erwünschten Anfragen an den eigentlichen DNS-Resolver übergeben. Zusätzlich ermöglichen die meisten DNS-Proxies die Absicherung des regulär unverschlüsselten DNS-Verkehrs durch die dafür vorgesehenen Protokolle DoH, DoT oder DNSSEC. Viele Betriebssysteme bieten diese Möglichkeit bisher noch nicht von sich aus an.

### Add-ons
In Browsern wie Firefox und Chrome lassen sich die Werbefilter über die Add-on-Funktion nachinstallieren. Bekannte Programme sind beispielsweise uBlock Origin, Adblock Plus, AdGuard und Ghostery. Proxomitron oder Privoxy eignet sich zum Filtern und Modifizieren von Webseiten, besonders auf zentralen Rechnern. Die Verwendung mehrerer Programme gleichzeitig, die sich in ihrer Funktion überschneiden, kann die Reaktionszeiten des Browsers verlangsamen und ist von einigen Entwicklern ausdrücklich nicht empfohlen, da es zu Funktionseinschränkungen kommen kann.
Die meisten Werbeblocker lassen feine Einstellungen zu, etwa die Möglichkeit, den Werbeblocker auf bestimmten Seiten zu deaktivieren, oder die Entscheidung darüber welche schwarzen Listen verwendet werden. Einige Programme erlauben ein Feedback an den Entwickler, falls der Werbeblocker nicht wie gewünscht alle Werbung entfernt. Einige der genannten Programme sind nicht nur in der Lage, in umfänglicher Weise Werbung zu filtern, sondern auch Tracker zu blockieren, die nicht durch Werbung ausgeliefert werden, sowie Cookie-Banner oder ähnliches. Der Entwickler von uBlock Origin, Raymond Hill, nennt sein Programm deshalb lieber einen Content Blocker.
Die Browsererweiterung Privacy Badger von der Electronic Frontier Foundation ist nicht direkt auf das Blockieren von Werbung ausgelegt, sondern blockiert Verbindungen zu Servern, die bekanntermaßen den Datenschutz untergraben. Werbung wird nur blockiert, wenn sie zusätzlich den Nutzer verfolgt.
In einem Test im Jahr 2017 empfahl Stiftung Warentest uBlock Origin als Testsieger.

### Webbrowser
Viele Webbrowser enthalten bereits integrierte Werkzeuge zur Eingrenzung von Trackingmaßnahmen auf Webseiten. Die Browser der BigTech-Unternehmen haben oftmals per Design kein Interesse, das Sammeln von Daten zu verhindern und die Privatsphäre zu schützen, weil es ihre Marktmacht schwächen würde. So hat Google Chrome bspw. seit Februar 2018 einen Werbeblocker integriert, der Werbung filtert, die sich nicht an die Richtlinien der Branchenvereinigung Coalition for Better Ads halten. Dabei handelt es sich um besonders nervende Werbeformate, die auf etwa 1 % der Webseiten vorhanden sind. Der integrierte Werbeblocker ist somit nicht vergleichbar mit Werbeblockern von anderen Anbietern, die jegliche Werbung filtern.
Deshalb kann der Schutz der Privatsphäre mit geeigneten Programmen und Werkzeugen oft besser erreicht werden, als mit regulären Browsern. Andere Browser wie Librewolf, Brave oder DuckduckGo dagegen sind bewusst für den Schutz der Privatsphäre konzipiert worden. Die Website PrivacyTests.org gibt einen Überblick über das aktuelle Verhalten von verschiedenen Browsern, auch in Bezug auf das Blockieren von Werbung.

### Serverseitige Lösungen
Um ganze Netzwerke mit allen darin aktiven Geräten mit einem Werbeblocker auszustatten, können zentrale Werbeblocker eingesetzt werden. Durch diese Vorgehensweise wird auf DNS-Ebene blockiert, nicht nur im Webbrowser wird so das Nachladen von Werbung unterbunden, sondern auch innerhalb von Programmen. Beispiele sind Pi-hole oder AdGuard Home.

### Router mit offener Firmware und Adblocker
Während die meisten proprietären Router-Betriebssysteme diese Möglichkeit noch nicht bieten, kann die quelloffene Firmware OpenWrt um vielerlei Features, wie z. B. VPN-Client, VPN-Server oder Adblocker erweitert werden. Dabei profitieren sämtliche Geräte davon, die an den jeweiligen Router angeschlossen sind. OpenWrt kann auf einer Vielzahl (aktuell über 2400 verschiedene), aber nicht auf allen handelsüblichen Routern installiert werden. Dazu muss durch Hersteller-spezifische Funktionen (bestimmte Tastendrücke nach dem Einschalten, o. ä.) in den Start-Vorgang des Routers eingegriffen werden, um das bestehende Betriebssystem durch OpenWrt zu ersetzen. Es gibt jedoch inzwischen Router-Hersteller, die ihre Hardware mit vorinstallierter OpenWrt-Firmware ausliefern.

### Externe Betreiber
Die von freien Organisationen wie Freifunk oder DigitalCourage betriebenen DNS-Resolver stehen kostenlos zur Verfügung und bieten optional auch einen einfachen Malware-Schutz an. Es gibt auch Unternehmen, die solche DNS-Resolver zusammen mit einem Kundenportal betreiben. Der im DNS-Client hinterlegten DoH-Adresse wird dazu ein pseudonymisiertes Kürzel angehängt, sodass der Betreiber den DNS-Verkehr dem Benutzer zuordnen kann. Dieser hat über das Portal die Möglichkeit, seinen DNS-Verkehr einzusehen und sowohl vorgefertigte als auch eigene Filterlisten in Anspruch zu nehmen.

## Vor- und Nachteile

### Vorteile
Das Blockieren von Werbung erhöht die Surfgeschwindigkeit und Effizienz beim Surfen im Internet in der Regel deutlich aus folgenden Gründen:
- Bessere Benutzererfahrung: Der unmittelbare Nutzen eines Werbeblockers für den Anwender liegt in einer übersichtlicheren Darstellung der Webseite, frei von ablenkender Werbung. Ohne störende Anzeigen ist das Surfen angenehmer und effizienter, da es einfacher wird, sich auf den Inhalt der Webseite zu konzentrieren.

- Schnellere Ladezeiten der Webseiten und Akku-Laufzeiten von Mobilgeräten
  - Weniger Datenvolumen: Werbung besteht oft aus Bildern, Videos, Skripten und anderen Elementen, die zusätzlich geladen werden müssen. Wenn diese blockiert werden, wird weniger Datenvolumen geladen, was die Ladezeiten von Webseiten verkürzt.
  - Weniger externe Anfragen: Viele Anzeigen werden von Drittanbieter-Servern geladen. Das Blockieren dieser Anfragen reduziert die Anzahl der Verbindungen, die der Webbrowser herstellen muss.
- Reduzierte CPU- und RAM-Auslastung
  - Weniger Skripte: Werbung enthält oft JavaScript-Code, der auf deinem Gerät ausgeführt wird. Das Blockieren dieser Skripte reduziert die Belastung für den Prozessor und den Arbeitsspeicher.
  - Keine ressourcenintensiven Anzeigen: Animierte oder Videoanzeigen können besonders ressourcenintensiv sein. Ohne diese läuft dein Gerät effizienter.
- Besserer Datenschutz: Viele Werbeanzeigen enthalten Tracking-Skripte, welche die Aktivitäten des Benutzers im Internet verfolgen. Diese Skripte können nicht nur seine Privatsphäre beeinträchtigen, sondern auch zusätzliche Ressourcen beanspruchen. Dies wird durch Werbeblocker verhindert. Werden die Werbeinhalte schon vor dem Laden unterbunden, können Werbeblocker auch das automatische Sammeln der Besucherdaten durch Werbeunternehmen wie Meta oder Google unterbinden und so das Profiling verringern. Privacy International zeigte 2018, dass eine Vielzahl von Webseiten mit Gesundheitsbezug kritische Daten an Werbenetzwerke übertrugen.[18]

- IT-Sicherheit: Über Werbeanzeigen wurde bereits mehrfach Schadsoftware ausgeliefert (Malvertising).[19][20] Diese Form der Auslieferung bietet dem Angreifer den Vorteil, dass er die Webseite, die als Überträger dient, nicht unter seine Kontrolle bringen muss. So wurde etwa im März 2016 bekannt, dass die Webseiten der BBC und der New York Times auf diese Weise einen Erpressungs-Trojaner übertrugen.[21]

### Nachteile
- Overblocking: Werbeblocker können unabsichtlich auch Inhalte filtern, die keine Werbung sind, sogenanntes Overblocking. Der Inhalts- und Funktionsumfang kann dann eingeschränkt sein. Allerdings hängt es ohnehin vom verwendeten Webbrowser und den installierten Plug-ins ab, welche Inhalte und Funktionen einer Webseite verfügbar sind – so wird zum Beispiel der textbasierte Browser Lynx von vornherein keine Werbegrafiken einblenden. Um Overblocking zu verhindern, bieten einige Werbeblocker an, dass sie auf bestimmten Webseiten deaktiviert werden können (Whitelisting).
- Einige Webseiten erkennen Werbeblocker und schränken den Zugriff ein oder fordern dazu auf, den Werbeblocker zu deaktivieren.
- Verringerte Einkünfte von Web-Dienstleistern: Kostenlose Dienste können sich oft nur durch den Verkauf von Nutzerdaten oder durch Werbung finanzieren, die auf umfangreichem Tracking basiert. Auch die meisten kommerziellen Webseiten finanzieren sich durch Werbung. Durch das Blockieren werden die Einnahmen der Betreiber beeinträchtigt. Für werbefinanzierte Dienste entsteht der Nachteil, dass durch Werbeblocker wesentliche Einnahmen entfallen können. Der Anteil und Umfang des Verlustes ist schwer zu beziffern. Es besteht jedoch der Vorwurf, dass Onlinemedien durch Werbeblocker existenziell bedroht werden.[22] 2016 wurde geschätzt, dass Verleger bis zum Jahr 2020 einen Verlust von 27 Milliarden Dollar machen würden.[23] Einen Hinweis auf den nicht unerheblichen Schadensumfang liefern diverse Kampagnen von Onlinemedien gegen Werbeblocker.[24][25] Im Oktober 2015 wurde Bild.de dafür bekannt, sämtliche Angebote auf seiner Webseite für Adblock-Benutzer zu sperren, worauf der Verlag juristisch gegen Personen vorgegangen ist, die Anleitungen zur Umgehung der Sperre verbreiteten.[26] Außerdem hat der Axel-Springer-Verlag eine einstweilige Verfügung gegen die Firma Eyeo, die Adblock Plus anbietet, erwirkt.[27] Jedoch ging es dabei um den Vorwurf des unlauteren Wettbewerbs. Springer hatte Eyeo vorgeworfen, kommerzielle Webseiten-Betreiber gegen einen Geldbetrag vom Adblocking freizustellen, falls sie nur „akzeptable Werbung“ zeigen. Adblocker, die jegliche Werbung blockieren, waren nicht Gegenstand dieses Verfahrens. Im August 2017 sagte ein Urteil des OLG München, dass das Geschäftsmodell von Eyeo nicht rechtswidrig sei; das bezahlte Whitelisting verletze weder die Bestimmungen des Urheber- noch des Kartellrechts.[28] Manche Webseiten setzen Abwehrtechniken ein, um Nutzer von Werbeblockern von der Dienstleistung auszuschließen oder sie über die Nachteile für den Websitebetreiber zu informieren.[24]

### Fazit
Die meisten Internet-Dienste und -portale haben eine Vielzahl von Kosten und Aufgaben, die gedeckt werden müssen, um den Betrieb aufrechtzuerhalten und die Qualität des Angebots sicherzustellen:
- Technische Infrastruktur: Dienste benötigen leistungsstarke Server, um Daten zu speichern und Inhalte bereitzustellen. Viele Dienste beanspruchen Cloud-Speicher oder -server, was erhebliche laufende Kosten verursacht. Besonders bei datenintensiven Diensten (z. B. Streaming-Plattformen) entstehen hohe Kosten für den Datentransfer. Die Infrastruktur muss regelmäßig gewartet und bei wachsender Nutzerzahl skaliert werden, um eine reibungslose Nutzung zu gewährleisten.
- Entwicklung und Innovation: Es sind Entwicklerteams notwendig, welche kontinuierlich an der Verbesserung der Plattform, der Behebung von Bugs und der Einführung neuer Funktionen arbeiten. Viele Dienste investieren außerdem in Forschung, um innovative Technologien oder neue Features zu entwickeln. Web-Designer sorgen dafür, dass die Plattform intuitiv und benutzerfreundlich bleibt.

- Sicherheit und Datenschutz: Dienste müssen sich gegen Hackerangriffe, DDoS-Attacken und Datenlecks schützen. Dies erfordert Sicherheitsmaßnahmen wie Firewalls, Verschlüsselung und regelmäßige Sicherheitsupdates. Anbieter müssen sicherstellen, dass sie gesetzliche Anforderungen (z. B. DSGVO in Europa) einhalten, was oft mit rechtlichen und technischen Aufwänden verbunden ist.
- Inhalte und Lizenzen: Streaming-Plattformen produzieren eigene Inhalte, was hohe Produktionskosten verursacht. Dienste wie Spotify oder Netflix zahlen Lizenzgebühren an Rechteinhaber für Musik, Filme oder Serien. Kuratoren und Moderatoren: Inhalte müssen überprüft, kuratiert oder moderiert werden (z. B. bei Nachrichtenplattformen oder sozialen Netzwerken).
- Kundenservice: Kundenservice-Teams beantworten Fragen, lösen Probleme und kümmern sich um Beschwerden.
- Marketing und Akquise: Damit ein Dienst oder ein Produkt überhaupt bekannt werden kann, ist Werbung sinnvoll. Viele Dienste investieren daher in Werbung (z. B. Social Media Ads), um neue Nutzer zu gewinnen.[29]
- Rechtliches: Dienste müssen sich mit rechtlichen Fragen auseinandersetzen (z. B. Urheberrecht, Datenschutzgesetze). Administrative Tätigkeiten wie die Abrechnung für Abonnements oder Steuerangelegenheiten verursachen laufende Kosten.

Hinter jedem Dienst stehen Teams aus Entwicklern, Designern, Marketingexperten, Support-Mitarbeitern usw., die fair entlohnt werden müssen. Durch den unverhältnismäßige Anspruch von Nutzern auf die Kostenfreiheit von Online-Diensten fehlen diesen oft die finanzielle Wertschätzung, wodurch sie zur Profilierung von Kunden durch Datensammlung gezwungen werden, um ein kostenloses Angebot finanzieren zu können. Der damit einhergehende Verlust der Datenhoheit wiederum motiviert jedoch die Benutzer, sich vor immer invasiver werdenden Methoden der Datensammlung und Werbung zu wehren: Es kommt zur Monetarierungsspirale mit sich verhärtenden Fronten. Weil darüber hinaus die gesammelten Benutzerdaten auch zur Überwachung verwendet oder illegal verkauft werden können, forciert dies den weltweiten Überwachungskapitalismus und die Überwachungsspirale.
Erst eine adäquate Bezahlung durch die Anwender ermöglicht es Internet-Diensten und Online-Plattformen, eine nachhaltige Finanzierung zu gewährleisten, welche keine der beiden Negativspiralen in Anspruch nehmen muss und sich auf Innovation, Produkt-Qualität und Unabhängigkeit von Drittanbietern konzentrieren kann. Das Bezahlen von favorisierten Dienste ist also aus beiden Perspektiven nicht nur sinnvoll, sondern auch notwendig, um hochwertige Angebote langfristig ohne Abstriche sowohl bei der Qualität als auch dem Datenschutz zu ermöglichen.